# The Time Machine (2002)
The Time Machine (im TV auch Die Zeitmaschine) ist ein Science-Fiction-Film aus dem Jahr 2002. Er basiert lose auf dem gleichnamigen Roman von H. G. Wells und ist neben dem Film Die Zeitmaschine von 1960 eine weitere Verfilmung des Stoffes. Der von Simon Wells, einem Urenkel von H. G. Wells, inszenierte Film wurde 2003 für einen Oscar in der Kategorie Bestes Make-Up nominiert. 

## Inhalt

### Vorgeschichte
New York im Jahr 1899. Dr. Alexander Hartdegen ist der Prototyp eines zerstreuten Professors. Er vergisst während seiner Arbeit als Dozent in der New Yorker Universität beinahe seine Verabredung mit Emma, bis er von seinem Kollegen David Philby daran erinnert wird. Auf dem Weg zu seiner Verabredung vergisst Hartdegen beinahe den Verlobungsring mit einem Mondstein. Die versprochenen Blumen vergisst er, weil er ein Automobil sieht und während eines Gespräches mit dem Fahrer durch beherztes Ziehen der Handbremse ein selbstständiges Losfahren des Wagens verhindert.
Während dieser ersten Filmszenen fällt durch Alexanders Freund David Philby die Frage, ob der Mensch nicht irgendwann zu weit gehe mit seinen Erfindungen.
Alexander trifft sich mit Emma und geht mit ihr in einen Park, um ihr einen Heiratsantrag zu machen. Dies wird von einem Mann beobachtet, der daraufhin auf das Paar zugeht, um es auszurauben, und zunächst Alexanders Brieftasche erbeutet. Während des Gerangels um den Verlobungsring löst sich ein Schuss aus dem Revolver des Räubers, der Emma tödlich trifft.
Getrieben von der Vorstellung, das Geschehene rückgängig zu machen, zieht Alexander sich völlig zurück und arbeitet wie besessen an seiner neuen Erfindung. Vier Jahre später ist es ihm gelungen: Er enthüllt seine Zeitmaschine, die er hinter einem Vorhang verborgen hatte, und reist mit ihr vier Jahre zurück, um Emma vor dem Tod zu bewahren.
Dies gelingt ihm jedoch nicht. Obwohl er diesmal den Park meidet und mit Emma in die Stadt geht, wird sie von einer Kutsche überfahren und stirbt. Ironischerweise werden die Pferde dieser Kutsche von dem diesmal wirklich selbstständig losrollenden Automobil scheu gemacht.
Alex kommt zu dem Schluss, dass er Emmas Tod nicht verhindern kann. Um eine Antwort zu finden, beschließt er anstatt in die Vergangenheit, in die Zukunft zu reisen.

### Zwischenstopps im 21. Jahrhundert
Auf seiner Reise durch die Zeit sieht Alex, wie sich die Welt verändert und hält im Jahr 2030 an, wo er von einem geplanten „Lunar Luxuspark“ auf dem Mond erfährt, wofür noch einige Sprengungen notwendig sind. Alex wird in einer öffentlichen Bibliothek vom „VOX-System“ empfangen, einem holografischen Androiden, der mit allen Datenbanken der Erde verbunden ist. Als Alex mehr über Zeitreisen wissen will, bekommt er jedoch die Auskunft, dass dies nicht möglich sei. Stattdessen zeigt der Android ihm einige Science-Fiction-Bücher – darunter auch „Die Zeitmaschine“ von H. G. Wells – und eine Szene aus einem Zeitreise-Musical.
Nach einer kurzen Weiterreise stoppt Alex im Jahr 2037, als er eine Erschütterung vernimmt. Als Ursache stellt sich die missglückte Sprengung für den lunaren Luxuspark heraus. Diese lässt den Mond in Stücke zerbersten, die nun auf die Erde herabstürzen. Als ihn Polizisten in Sicherheit bringen wollen, kann Alex sich befreien und zu seiner Maschine rennen. Er flüchtet weiter in die Zukunft, wird aber beim „Start“ durch eine folgende Erschütterung bewusstlos. Die geologischen Veränderungen der nächsten Jahrhunderte und Jahrtausende des Ortes, der einmal New York City war, nimmt er somit nur schemenhaft wahr.

### Die Zukunft
Als Alex zu sich kommt und die Maschine anhält, befindet er sich im Jahr 802.701. Er findet sich in einer primitiven und neuartigen Behausung wieder. Sie klammert sich, wie alle Wohnungen hier, an steile Felswände und ist durch Brücken und Strickleitern verbunden. Alex hat Schwierigkeiten, sich mit den Menschen zu unterhalten. Nur mit Mara und ihrem Bruder Kalen, die die „Steinsprache“ noch sprechen, kann er sich verständigen. Als Alex zu verstehen gibt, dass er aus der Vergangenheit komme, übersetzt Mara ihrem Volk, den Eloi, um ihn vor einer drohenden Hinrichtung als Eindringling zu schützen, dass er nur ein heimatloser Trottel und bei einem Sturz auf den Kopf gefallen sei. Am Abend stellt Alex fest, dass Philby recht hatte (siehe Vorgeschichte), als er den in Stücke zerfallenen Mond betrachtet.
In der Nacht hat Alex einen Albtraum: Er geht durch einen Urwald und trifft auf einen großen stählernen Schädel, der seinen Namen ruft und nach ihm schnappt. Mara sagt ihm, dass alle im Dorf diesen Traum haben.
Am nächsten Tag gehen Mara und Alex zur Unterrichtsstätte, die von Bruchstücken des alten New York umringt und zur Totengedenkstätte der Eloi geworden ist. Alex will bei der Gelegenheit im dahinterliegenden Wald nach seiner Maschine sehen. Da Mara ihm beim Anblick des seltsamen Gerätes nun glaubt, dass er aus der Vergangenheit kommt, bittet sie ihn, dass er in seine Zeit zurückgehen und Kalen unbedingt mitnehmen solle. Plötzlich hören sie Schreie und eilen zur Gedenkstätte zurück. Die Menschen dort sind in Panik und werden von langhaarigen Gestalten, die aus dem Boden auftauchen, ergriffen und unter die Erde verschleppt, darunter auch Mara. Nachdem Ruhe eingekehrt ist, fragt Alex, warum sich das Volk nicht wehrt und geht mit Kalen zu dem „Ort, wo die Geister sind“.
Dabei handelt es sich um den verfallenen Rest der Bibliothek, die Alex im Jahr 2030 besucht hat. Das VOX-System ist zum Teil noch intakt und kann sich an Alex erinnern. Es sagt ihm, dass sich die Menschheit nach dem Absturz des Mondes in zwei Arten aufgespalten hat: die oberirdisch lebenden Eloi und die unterirdisch lebenden Morlocks. Auf dem Rückweg kommen Alex und Kalen im Urwald zu dem Schädel, den sie aus den Träumen kennen. Alex beschließt, alleine weiterzugehen und klettert in das Loch, auf dem der Schädel steht. Er gelangt in einen Raum, in dem tote Eloi als Nahrung für die Morlocks aufbewahrt werden. Als er entdeckt wird, bringt man ihn zum Über-Morlock, dem Anführer der Morlocks. Dort entdeckt er Mara eingesperrt in einem Käfig. Auch die Zeitmaschine wurde in diesen Raum geschleppt. Der Über-Morlock erklärt, dass Zeitreisen nur Versuche seien, die Welt zu kontrollieren. Die Zeitmaschine hätte es nicht gegeben, wenn Emma nicht gestorben wäre. Alex kann somit Emma nicht wieder zum Leben erwecken, da hierdurch ein Zeit-Paradoxon entstehen würde. Er fordert Alex auf, in seine Zeit zurückzureisen. Alex setzt sich in die Maschine und beginnt einen Kampf mit dem Über-Morlock, während sich die Maschine in Bewegung Richtung fernerer Zukunft setzt. Er wirft den Über-Morlock aus der Zeitkugel. Dieser altert rasend schnell und zerfällt schließlich zu Staub.
Danach findet sich Alex im Jahr 635.427.810 wieder. Dort sieht er eine dunkle und martialische Welt. Der Wald ist vollständig verschwunden und überall stehen stählerne Schädel in der verwüsteten Landschaft, in der Flammen aufsteigen. Die Morlocks scheinen sich weiter ausgebreitet zu haben und die Erde zu beherrschen.
Alex weiß jetzt, dass er die Vergangenheit nicht ändern kann, wohl aber die Zukunft. Er reist somit ins Jahr 802.701 zurück, um Mara zu befreien. Während die Morlocks erneut auf der Suche nach Nahrung sind, setzt Alex die Zeitmaschine in Gang und hängt seine Taschenuhr an ein Zahnrad, diese gelangt zwischen zwei Zahnräder und blockiert die Maschine, wodurch diese explodiert und die Morlocks samt ihrer Unterkunft zerstört. Alex und Mara können noch rechtzeitig aus dem Höhlensystem entkommen und zusehen, wie die Welt ihrer Peiniger zusammenfällt.

### Epilog
Durch den Verlust der Maschine kann Alex nicht zurück in sein Zeitalter und bleibt bei Mara und den Eloi. Während das VOX-System den Kindern der Eloi aus Tom Sawyer vorliest, führt Alexander Mara und Kalen an die Stelle, wo seine Zeitmaschine (und damit sein Haus) stand. Parallel dazu wird das Jahr 1899 (in der ursprünglichen Zeitleiste, die trotz seiner ersten Zeitreise, aufgrund Emmas Tod, gleich blieb, aber die Zeitmaschine (gebaut 1903), durch die Zeitreise nach 1899 von Hartdegen schon existierte und genutzt werden konnte) gezeigt, derselbe Ort, wo Hartdegen im Jahr 802.701 steht: Seine Haushälterin unterhält sich mit Philby über das Verschwinden Hartdegens, der nun schon über eine Woche fort sei. Philby äußert seine Hoffnung, dass Alex endlich einen Ort gefunden hat, „an dem er glücklich sein kann“.

## Kritiken
„Das Remake erreicht weder die Leichtigkeit des Vorgängerfilms noch die philosophische Tiefe des Romans und beschränkt sich auf vordergründige Spannung und einige Gags.“

„Je weiter sich die Handlung in die Zukunft tastet, desto blödsinniger wird sie. […] Was bei H.G. Wells noch die Nachkommenschaft einer unterirdisch (über)lebenden Arbeiterklasse war, mutiert hier zum Horrorfilmpersonal. Jegliche Gesellschaftskritik und alles, was vielleicht zum Nachdenken anregen könnte, wird aus dieser Neuversion fürs Popcorn-Zeitalter sauber getilgt.“

## Sonstiges
Der Film startete am 21. März 2002 in den deutschen Kinos.
Im deutschen Free-TV war The Time Machine erstmals am 22. Oktober 2004 um 20:15 Uhr auf RTL II zu sehen. 2,64 Millionen Zuschauer sahen den Film bei einem Marktanteil 8,5 Prozent. Am 12. Dezember 2005 sendete das ZDF erstmals mit diesem Film einen Film im Tonformat Dolby Digital 5.1.
Alan Young hat im Film einen Cameo-Auftritt als Mitarbeiter im Blumenladen und ist der einzige Darsteller, der sowohl in dieser Verfilmung als auch im Original Die Zeitmaschine aus dem Jahr 1960 zu sehen ist.

## Auszeichnungen
- 2002 – World Soundtrack Award in der Kategorie Neuentdeckung des Jahres, Klaus Badelt
- 2003 – Oscarnominierung in der Kategorie Bestes Make-Up, John M. Elliott Jr. und Barbara Lorenz
- Die Deutsche Film- und Medienbewertung FBW in Wiesbaden verlieh dem Film das Prädikat wertvoll.